# Sammy Nestico
Sammy Nestico (Samuel Louis Nestico) - parfois appelé Sam Nesteco - est un arrangeur et compositeur de jazz américain né le 6 février 1924 à Pittsburgh (Pennsylvanie) et mort le 17 janvier 2021.
Ne pas confondre avec le saxophoniste Sal Nistico qui est son cousin. Tous deux ont travaillé pour Count Basie.

## Biographie
Tromboniste autodidacte, il commence sa carrière à l'âge de 17 ans comme musicien de studio à Pittsburgh. Il étudie ensuite la théorie musicale à la « Duquesne University » dont il sort diplômé en 1950. Pendant plusieurs années, il est « staff arranger » pour l’U.S. Air Force Band puis, en 1963, l’U.S. Marine Band dont il devient le directeur. En parallèle, il mène une carrière d'arrangeur « free lance », écrivant pour des big bands de jazz (surtout pour Count Basie de 1970 à 1984, mais aussi pour Stan Kenton, Louie Bellson, etc.), pour la radio, la télévision et le cinéma. Il participe aussi comme arrangeur à l'enregistrement de nombreuses séances de « variété » ou de « pop » (Bing Crosby, Frank Sinatra, Phil Collins, Barbra Streisand, Patti Austin, Pat Boone, etc.)
Sammy Nestico mène aussi une intense carrière d'enseignant. Ses compositions et arrangements pour big bands, à la fois efficaces et « relativement simples », sont souvent joués par les orchestres universitaires ou « semi-professionnels ».
Pour anecdote, il a travaillé comme orchestrateur, pour des séries télévisées comme : Mission impossible, Mannix, M*A*S*H, Drôles de dames, l'Incroyable Hulk, etc. Il est l'orchestrateur de la partition de Quincy Jones pour le film de Steven Spielberg, La Couleur pourpre.
En 2007, il arrange le célèbre morceau « Fly Me To The Moon » de Bart Howard pour la bande originale du film Little Children, composée par Thomas Newman.
Il meurt le 17 janvier 2021, à 96 ans.